# Nueva Bretaña (Canadá)
Nueva Bretaña históricamente se refiere a los alcances nororientales de la América británica, se dividen libremente en el territorio de Nueva Gales del Sur, Nueva Gales del Norte, y Labrador. El nombre "Labrador" es anterior a la mención de "Nueva Inglaterra" por más de 100 años.

## Nueva Gales del Norte
El nombre histórico para la región del este de Canadá de la bahía de Hudson a Labrador, lo que es actualmente Nunavik (norte de Quebec). La región se le dio este nombre por el capitán Lucas Foxe en 1631.

## Nueva Gales del Sur
El nombre histórico para la región del oeste de Canadá y al sur de la bahía de Hudson. Fue nombrado y asignado por Thomas Button en 1613. El nombre de "Nueva Gales del Sur", apareció en el Sistema Completo de Geografía de Emanuel Bowen de 1747.
Los mapas de la época (por ejemplo: Samuel Dunn en 1778) muestran el territorio que se extiende a lo largo de la costa de Ontario de la bahía de Hudson y la bahía de Hannah en Manitoba hasta la desembocadura del río Nelson.

## Labrador
Durante la era de "Nueva Bretaña", los asentamientos sólo europeos en Labrador fueron las misiones de Moravia en Nain (1771), Okak (1776), y Hopedale (1782). 